# Juglans hindsii
Juglans hindsii là một loài thực vật có hoa trong họ Juglandaceae. Loài này được Jeps. ex R.E. Sm. mô tả khoa học đầu tiên năm 1909.